# Sainte-Juliette-sur-Viaur
Sainte-Juliette-sur-Viaur – miejscowość i gmina we Francji, w regionie Oksytania, w departamencie Aveyron. W 2013 roku jej populacja wynosiła 578 mieszkańców. Przez gminę przepływa rzeka Viaur. 